# Jessica Watkins
Jessica Andrea Watkins (Gaithersburg, 5 de maio de 1988) é uma geóloga, ex-jogadora de rugby e astronauta norte-americana da turma de 2017.

## Juventude e educação
Jessica Watkins nasceu no dia 5 de maio de 1988 em Gaithersburg, filha de Michael e Carolyn Watkins. Sua família mudou-se para Lafayette (Colorado), onde ela se formou na Fairview High School. Ela conseguiu um Bacharel em Ciências Geológicas e Ambientais na Universidade Stanford e foi membro da equipe de rugby. Depois de Stanford, Watkins recebeu um Doutorado de Geologia na Universidade da Califórnia em Los Angeles. Sua pesquisa de graduação focou-se em mecanismos de colocação de deslizamentos de terra em Marte, incluindo o efeito da atividade hídrica. Antes de sua seleção como candidata a astronauta, Watikins foi uma bolsista de pós-doutorado no Instituto de Tecnologia da Califórnia, onde ela também foi treinadora assistente da equipe de basketball feminina.

## Carreira de Rugby
Watkins começou a jogar rugby durante seu primeiro ano em Stanford e continuou na equipe por quatro anos. Durante seu segundo ano, ela fazia parte da equipe campeã nacional da Divisão I. Ela é ex jogadora de rugby da equipe feminina nacional para os sevens e jogou pelos USA Eagles quando terminaram no terceiro lugar durante a Copa do Mundo de Rugby Sevens de 2009. Durante a copa do mundo, ela era a melhor marcadora da equipe americana.

## Carreira na NASA

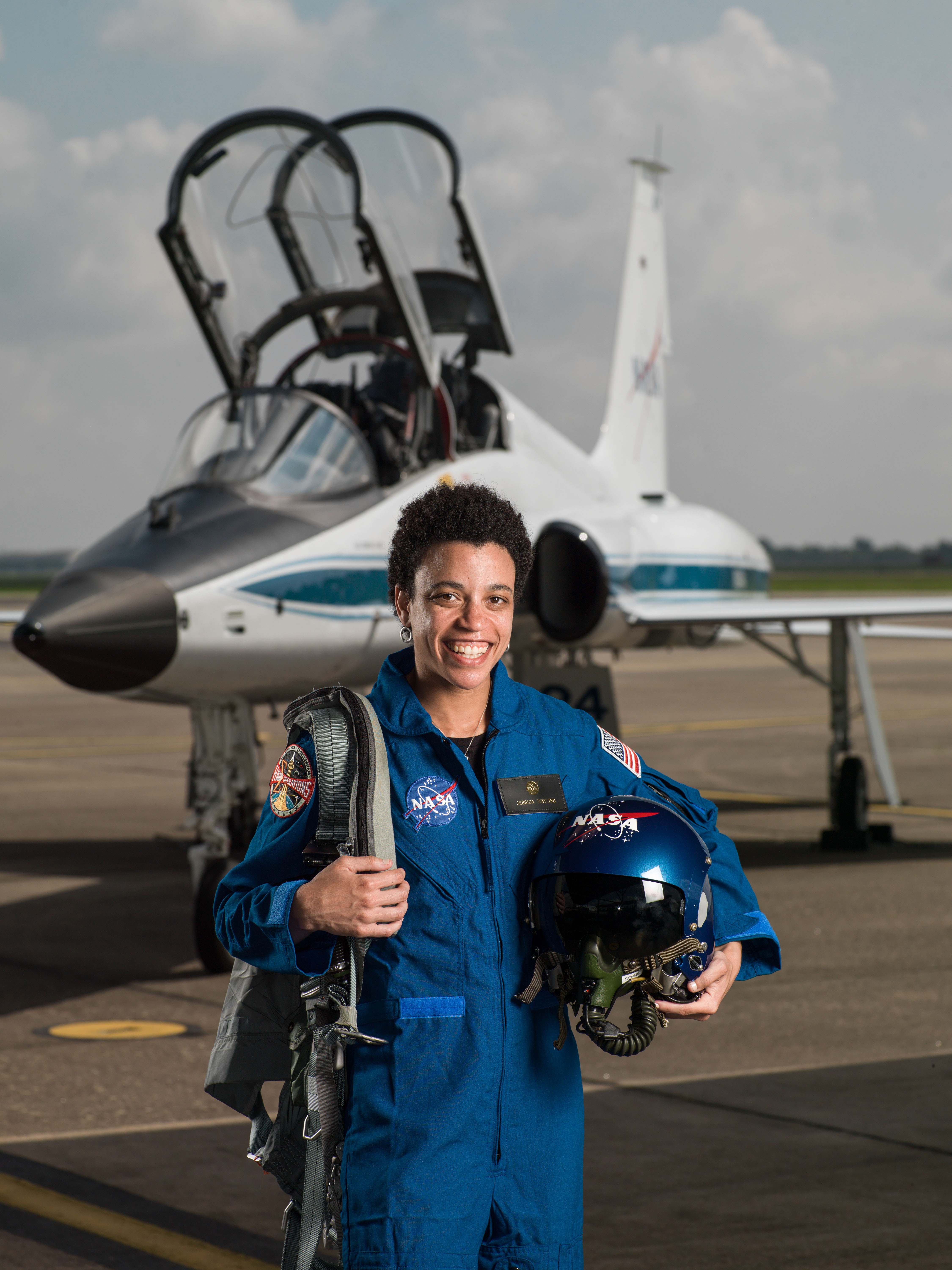
Jessica Watkins, em 2017, na NASA.

Quando estudante, Watkins trabalhou no Ames Research Center para apoiar o teste do Phoenix e do protótipo da perfuratriz marciana. Ela também foi geóloga chefe para o NASA Spaceward Bound Crew 86 no Mars Desert Research Station. Quando formada, ela trabalhou no Jet Propulsion Laboratory para o projeto NEOWISE de observação de asteroides próximos da Terra e ela é colaboradora para o Curiosity. Ela serviu como planejadora para o rover Mars 2020, a missão de retorno de amostra marciana e fez parte da equipe para a missão análoga do Desert Research and Technology Studies. Como bolsista de pós-doutorado no Caltech e colaboradora da Equipe Científica do Mars Science Laboratory, ela participou no planejamento diário das atividades dos rovers marcianos e usa seus dados de imagem combinados com dados orbitais para investigar a Estratigrafia, geologia e Geomorfologia de Marte. Em junho de 2017, ela foi selecionada como membro do Grupo 22 de Astronautas da Nasa onde começou seu treinamento, com duração de dois anos, em agosto.

### NEEMO 23
Watkins participou da 23ª missão do programa NEEMO, permanecendo a bordo do laboratório submarino Aquarius, de 10 de junho a 22 de junho de 2019.. Esta missão testou tecnologias e objetivos para a exploração espacial, particularmente focando na preparação para exploração do solo lunar, de modo que os astronautas foram treinados no leito submarino. Existe considerável possibilidade de que Watkins esteja entre os próximos seres humanos a viajar à Lua (podendo, eventualmente, se tornar a primeira mulher a pisar na Lua), particularmente por dois motivos: ela é geóloga (algo muito importante em se tratando de missões lunares) e tem experiência em confinamento por período de longa duração, justamente por sua participação na missão NEEMO, missão na qual teve participação elogiada.

## Vida pessoal
Os pais de Watkins moram em Lafayette, Colorado. Seus hobbies incluem futebol, escalada, esquiar e escrita criativa.

## Prêmios e honrarias
Durante sua carreira acadêmica, Watkins recebeu vários prêmios, incluindo uma Caltech Division of Geological and Planetary Sciences Chair’s Postdoctoral Fellowship, uma California Alliance for Graduate Education e o Professoriate Postdoctoral Fellowship. O UCLA Department of Earth and Space Sciences Harold e Mayla Sullwold Scholarship for Academic Excellence and Outstanding Original Research. Uma National Science Foundation Graduate Research Fellowship in Geosciences, o Geological Society of America Diversity in the Geosciences Minority Research Grant Award, o UCLA Chancellor’s Prize e uma California Space Grant Consortium Fellowship. Enquanto trabalhava para a NASA, ela era parte do Mars Science Laboratory Prime Mission Science and Operations Team que recebeu o NASA Group Achievement Award e foi-lhe oferecida uma NASA Earth and Space Science Fellowship em Ciência Planetária. Ela foi jogadora de rugby do All-American entre 2008-2010.